# 拉兹多利诺耶
罗兹多利内（烏克蘭語：Роздольне），又按俄语名译为拉兹多利诺耶，法理上是乌克兰克里米亚自治共和国彼列科普区的市级镇，但事实上是俄罗斯克里米亞共和國拉兹多利诺耶区的市级镇及该区的行政中心。总人口7,320（2013年）。海拔12米 。